# San Francisco Telixtlahuaca
San Francisco Telixtlahuaca es una localidad del estado mexicano de Oaxaca. Es cabecera del municipio de San Francisco Telixtlahuaca.

## Demografía
| Censo | Población |
| ----- | --------- |
| 1900  | 2 949     |
| 1910  | 3 009     |
| 1921  | 1 986     |
| 1930  | 2 192     |
| 1940  | 2 481     |
| 1950  | 2 772     |
| 1960  | 3 695     |
| 1970  | 4 231     |
| 1980  | 4 044     |
| 1990  | 6 630     |
| 1995  | 7 555     |
| 2000  | 8 536     |
| 2005  | 9 322     |
| 2010  | 10 618    |
| 2020  | 12 474    |